# Lapin malin
Lapin Malin (Reader Rabbit) est une série de jeux vidéo éducatifs éditée et développée par The Learning Company puis Mindscape.

## Noms par régions
| Langues    | Noms                                              | Année d'apparition |
| Anglais    | Reader Rabbit                                     | 1983               |
| Français   | Lapin Malin                                       | 1994               |
| Espagnol   | El Conejo Lector                                  | 1994               |
| Allemand   | Billi Banni                                       | 1994               |
| Suédois    | Kalle Kansup                                      | 2010               |
| Finnois    | Jussi Jänö                                        | ?                  |
| Norvégien  | Leser Kanin                                       | ?                  |
| Danois     | Fætter Kanin                                      | ?                  |
| Portugais  | Coelho Sabido                                     | ?                  |
| Hollandais | Robbie Konijn                                     | ?                  |
| Polonais   | Królik Bystrzak                                   | ?                  |
| Japonais   | リーダーラビット (Rīdā Rabitto lit. Lapin Chef)   | 1997               |
| Chinois    | 瑞德小 兔 (Ruì dé xiǎo tù lit. Petit Lapin Rouge) | ?                  |
| ---------- | ------------------------------------------------- | ------------------ |

## Histoire
Issu de la collaboration entre les trois sœurs Grimm (Leslie Grimm étant la fondatrice de The Learning Company et la détentrice des droits d'auteur de Lapin Malin,), le premier jeu Reader Rabbit (en) sort sous disquette en 1984. Ce premier jeu, sorti d'abord sur les ordinateurs 8-bit (Apple II , Atari 8-bits et Commodor 64), a été dessiné sur la tablette graphique KoalaPad par la société The Learning Company. Cette technologie permettra à Corinne et Cindy Grimm de réaliser les graphismes du jeu à la main.
Treize ans après le premier jeu, Lapin Malin : Commençons à apprendre ! (Reader Rabbit: Let's Start Learning!) est distribué en France en 1997 sur Windows et Macintosh. À noter que ce jeu sera réédité dans une version améliorée et prolongée sous le titre Lapin Malin : Maternelle 2. Si le premier jeu raconte comment l'on doit sauver le poney magique, la réédition va reprendre, quant à elle, les mêmes mini-jeux et introduire le personnage de Sam le lion (qui deviendra un des personnages principaux), dans une histoire au cœur de la fête foraine. Avec cette réédition, la première trilogie Lapin Malin : Maternelle voit le jour.
Par la suite, la série élargit son public en s'adressant à différents niveaux scolaires. Après plusieurs jeux destinés aux enfants de maternelle, c'est au tour de Lapin Malin : Cours préparatoire (en) d'être édité. Plusieurs différences sont à noter avec la première version :
- Compatibilité avec la souris (amené depuis la version DOS).
- Graphisme en 256 couleurs RGB.
- Ajout d'une carte son pour les musiques et les voix digitalisées (amené depuis la version Apple IIGS).

Ce jeu lance la première série Lapin Malin qui a comme antagoniste commun Spike le porc-épic qui dérobe des objets pour empêcher un événement en lien avec les amis de Lapin Malin.
En 1998, Lapin Malin : Voyage au pays de la lecture sort sans rentrer dans la continuité des Lapin Malin : Maternelle ou celle avec Spike le porc-épic. Le jeu retourne aux fondamentaux avec peu de cinématiques et les personnages qui commentent les actions. Ceci s'explique par la différence d'univers entre le jeu d'origine (Reader Rabbit's Interactive Reading Journey (en), sorti en 1994) et les jeux suivants.
Dans les années 2000, Lapin Malin est repris par Mindscape pour une nouvelle série de Lapin Malin : Maternelle mais avec une histoire liant les jeux et des designs de personnages plus jeunes. Ces nouveaux designs seront repris dans tous les jeux et produits dérivés sortis par la suite.
Après la disparition de Mindscape en 2011 et The Learning Company en 2018, Games4Kids AB produit des jeux sur iOS.

## Personnages
- Lapin Malin : Lapin gris anthropomorphe vêtu d'un t-shirt rouge avec une bande bleue dessus. La version jeune n'a pas la bande bleue.
- Mimi la souris : Amie proche de Lapin Malin, elle est une souris grise avec une robe bleue et un t-shirt jaune. Elle sera le personnage principal de plusieurs jeux.
- Sam le lion : Grand ami de Lapin Malin, il l'accompagne dans la plupart de ses aventures. Dans les jeux de Mindscape, il ne porte qu'un t-shirt vert.
- Bouquinne : Livre rose volant. Elle apparaît dans Lapin Malin Maternelle 1 de Mindscape avec Coffre à Truc.

## Liste de titres
- Lapin Malin Maternelle : Moyenne Section (première version) (Reader Rabbit and Friends: Let's Start Learning!) - 1995
- Lapin Malin Maternelle : Petite Section - Le Monde enchanté (Reader Rabbit Toddler) - 1997
- Lapin Malin : Cours préparatoire (Reader Rabbit: 1st Grade) - 1997
- Lapin Malin : Voyage au pays de la lecture (Reader Rabbit Reading Ages 4–6) - 1998
- Lapin Malin : Voyage au pays des Maths (Reader Rabbit: Interactive Math Journey Ages 4–6) - 1998
- Lapin Malin : L'Île aux pirates (Reader Rabbit's Math Ages 6–9) - 1998
- Lapin Malin Maternelle : Moyenne Section - Sauvons les étoiles (Reader Rabbit Preschool: Sparkle Star Rescue) - 2001
- Lapin Malin Maternelle : Grande Section - Rebondissement à Ballonville (Reader Rabbit Kindergarten Bounce Down in Balloon Town!) - 2001
- Lapin Malin CP : Turbulences à Edenville (Reader Rabbit 1st Grade: Capers on Cloud Nine!) - 2001
- Lapin Malin CE1 : Le Défi des pirates (Reader Rabbit 2nd Grade: Mis-Cheese-ious Dreamship Adventures!) - 2001
- Lapin Malin : Le Globe magique -2009
- Lapin Malin : J'apprends l'anglais -2009
- Lapin Malin : J'apprends à lire -2009

## Voix françaises
Dans l'intégralité des jeux de la série, Françoise Blanchard prête sa voix au personnage de Lapin malin, tandis que Claire Guyot incarne Mimi la souris.
Sam le lion est doublé par Lorenzo Pancino et Thierry Kazazian selon les jeux.
Bouquinne de la trilogie Mindscape, est incarnée par Claire Guyot.
Ratabarbe, le capitaine pirate de la trilogie Mindscape et les DVDs, est incarné par Marc Bretonnière.